# Johan Christian Adelsköld
Johan Christian Adelsköld, född den 13 maj 1737 i Kristianstad, död den 10 mars 1798 på Öjared i Stora Lundby socken, var en svensk ämbetsman, son till kyrkoherden i Ravlunda Anders Thomæus.

## Biografi
Adelsköld, som före adlandet skrev sig Thomée, blev student vid Lunds universitet den 4 november 1752. Han avlade juridisk examen där i juni 1756. Därefter blev han auskultant i Göta hovrätt, extra ordinarie kanslist i justitierevisionen den 5 september 1757, notarie i uppfostringskommissionen den 28 februari 1760, sekreterare i sekreta handels- och manufakturdeputationen vid riksdagen 1760–62, ordinarie kanslist i justitierevisionen den 9 maj 1763, ledamot i Göta hovrätts division i Linköping den 8 november 1764, sekreterare i kanslirätten den 17 april 1765, aktör vid Närdinghundra häradsrätt i politiskt mål mot magister Stagnell 1765, sekreterare i sekreta deputationen vid riksdagen 1769–70, expeditionssekreterare i justitiekanslersexpeditionen den 20 mars 1770 och lagman i Vikarnes lagsaga i Bohuslän den 19 februari 1772.
Adelsköld deltog vid Gustav III:s revolution i resningen i Kristianstad och användes då av Toll för att avfatta hans proklamationer. "Adelsskapet, som han erhöll några månader senare, var säkerligen främst en belöning för hans välförhållande vid detta tillfälle", skriver Erik Naumann i Svenskt biografiskt lexikon. Med anledning av Kvistrumsaffären deltog Adelsköld som generalauditör i krigsrätten i Göteborg 1788–1789. Han var vice landshövding i Göteborgs och Bohus län den 7 december 1788–1790. Under den kritiska perioden 1788—90 måste Adelsköld som vice landshövding i Göteborgs och Bohus län träda i stället för den åldrige A.R. Du Rietz, vilken ej visat sig situationen vuxen, och spelade i denna egenskap en betydande roll genom nitisk verksamhet för försvarsorganisationen i Göteborg, även genom ökning av borgerskapets beväring. Adelsköld åtnjöt stort förtroende av Gustav III och tillvann sig inom länet sympatier, som föranledde dess riksdagsmän i bondeståndet att vid 1789 års riksdag, fastän förgäves, anhålla om att Adelsköld skulle utnämnas till ordinarie landshövding. Han erhöll landshövdings titel den 6 april 1791.

### Familj
Adelsköld gifte sig 25 oktober 1774 med Elsa Dorotea Tham (1756–1821), dotter till superkargören Christian Tham och Sigrid Catharina Tham. De fick tillsammans barnen hovjunkaren Erik Christian Adelsköld (1775–1802), ryttmästaren Jean Anders Adelsköld (1780–1846) vid Västgöta kavalleriregemente och Gustaf Adelsköld (1781–1782).

## Utmärkelser
- Adlad, 24 januari 1773
- Ledamot av Kungliga Vetenskaps- och Vitterhetssamhället i Göteborg, 1774 (1790 var han ordförande)
- Riddare av Nordstjärneorden, 1790